# Гальснес (муніципалітет)
Гальснес (дан. Halsnæs) — муніципалітет у регіоні Столичний регіон королівства Данія. Площа — 121.8 квадратних кілометрів. Адміністративний центр муніципалітету — місто Фредеріксверк.

## Населення
У 2012 році населення муніципалітету становило 30 980 осіб.